# Estación de Perales del Alfambra
Perales del Alfambra es una antigua estación de ferrocarril situada en el municipio español de Perales del Alfambra, provincia de Teruel. En la actualidad el reciente acoge dependencias municipales.

## Historia
La estación formaba parte de la línea Teruel-Alcañiz, que nunca llegó a finalizarse, siendo abandonado el proyecto el 8 de febrero de 1984. El complejo contaba con tres edificios: el edificio de recepción de viajeros, el edificio de servicios, y el muelle y nave de carga.
El edificio de la estación se abandonó en los años 1970. Fue restaurada en el siglo XXI y se construyó un albergue juvenil, una piscina cubierta y un campo de fútbol rodeado de una pista de atletismo con cuatro calles, gracias dos talleres de empleo. Las obras de restauración del complejo de la estación, con 22 000 m², empezaron en 2004, y han sido subvencionadas por la Diputación de Teruel, el Fondo Especial de Teruel, el Ministerio de Fomento y el Ayuntamiento de Perales del Alfambra.
En 1999 los terrenos que fueron expropiados para la construcción de la línea de ferrocarril se devolvieron a sus antiguos propietarios. Los terrenos de la estación, que pertenecían al Ministerio de Fomento de España, se cedieron al ayuntamiento por 99 años en el año 2000.